# Knottrig kronsnäcka
Knottrig kronsnäcka, även kallad malajisk sandsnäcka och malajisk trumpetsnäcka (Melanoides tuberculata) är en snäckart som först beskrevs av Otto Friedrich Müller 1774. Knottrig kronsnäcka ingår i släktet Melanoides, och familjen kronsnäckor. Internationella naturvårdsunionen (IUCN) kategoriserar arten globalt som livskraftig. Arten är reproducerande i Sverige. Inga underarter finns listade i Catalogue of Life.

## Bildgalleri

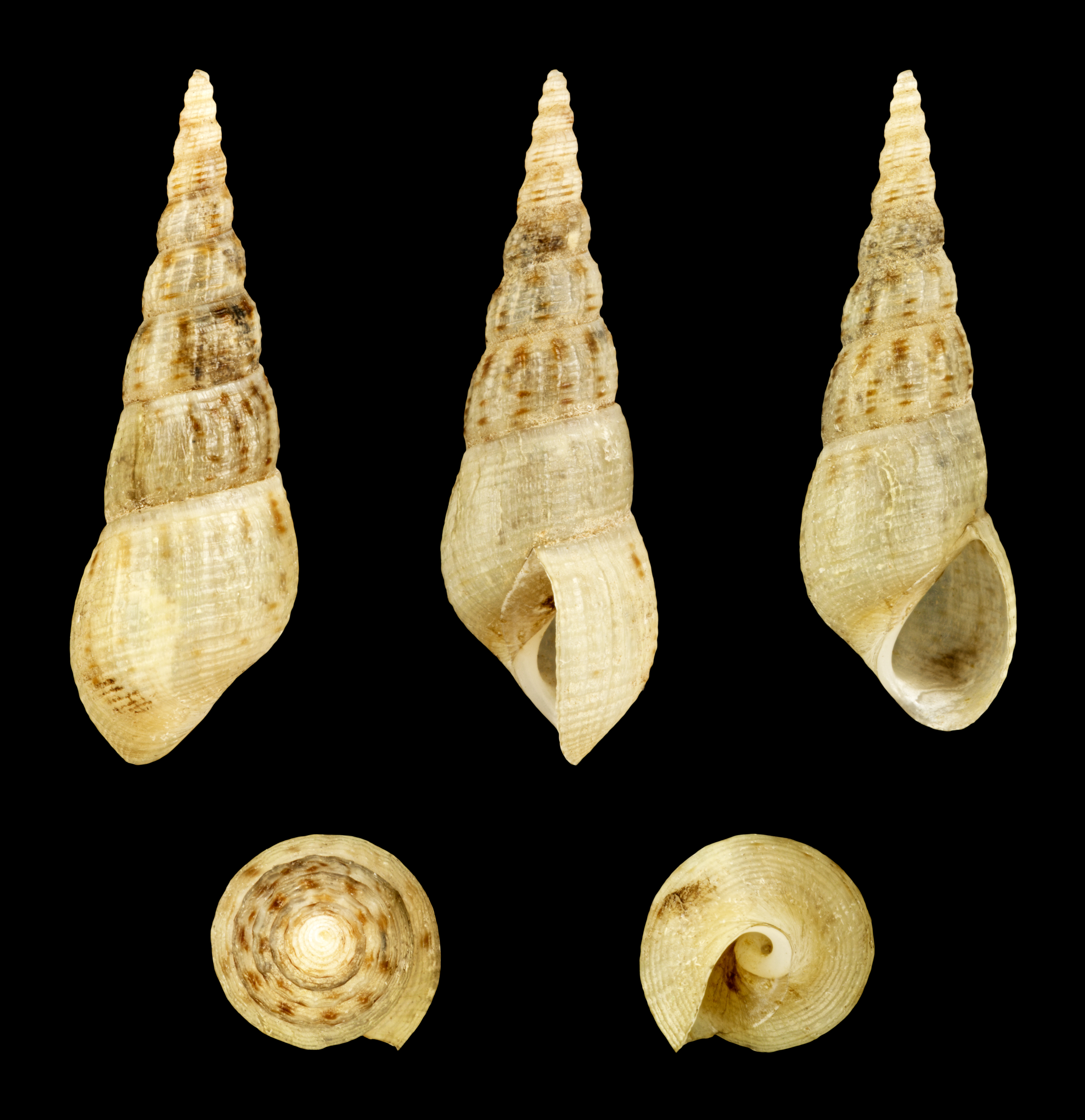
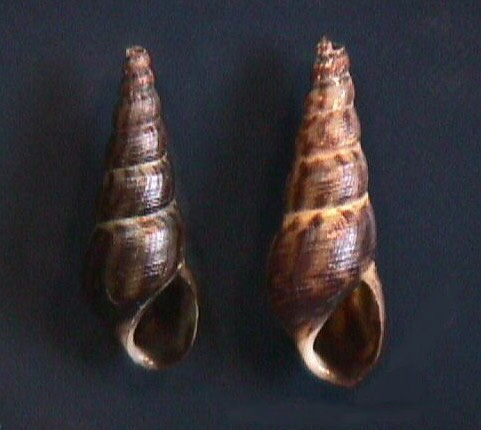